# Hidarnes (company d'Alexandre)
Hidarnes, fill del sàtrapa de Cilícia Mazeu i possible descendent de Hidarnes III, fou un militar persa. Seria el mateix personatge que Curti Ruf anomena Idarnes i diu que era comandant de Darios III i havia estat derrotat pel general Balacros el 332 aC. Va ser comandant de la flota persa sota els sàtrapes Farnabazos i Autodradates en el regant de Darios III; després de la derrota persa davant d'Alexandre la flota fou dissolta i Hidarnes es va reunir amb el seu pare el sàtrapa Mazeu i va participar (com Mazeu, que manava als sirians) a la batalla de Gaugamela (331 aC). Després de la batalla es va sotmetre a Alexandre que marxava cap a Babilònia. Segurament llavors Hidarnes i el seu germà Artíboles van esdevenir companys d'Alexandre i es van enrolar a la cavalleria macedònia el 324 aC. No se sap quan va morir.
Es coneixen algunes monedes satrapials d'Anatòlia amb llegenda aramea, on s'esmenta el nom Wdrn (antic persa, Vidṛna) que podrien tenir alguna relació amb aquest personatge.